# Yuki Nakashima
Yuki Nakashima (Toyama, 16 juni 1984) is een Japans voetballer.

## Carrière
Yuki Nakashima speelde tussen 2003 en 2011 voor Kashima Antlers en Vegalta Sendai. Hij tekende in 2012 bij Montedio Yamagata.